# Tramway de Christchurch
Le tramway de Christchurch est le réseau de tramways de la ville de Christchurch, en Nouvelle-Zélande. Ce tramway touristique a ouvert le 4 février 1995, et comporte une unique ligne circulaire. Son service est interrompu après le tremblement de terre du 22 février 2011, qui toucha la ville de Christchurch, le service ne reprit qu'en 2013.